# Didier Monczuk
Didier Monczuk (* 18. Februar 1961 in Aulnay-sous-Bois) ist ein ehemaliger französischer Fußballspieler.

## Karriere
Monczuk spielte in seiner Jugend in den Banlieues von Paris, wo er geboren wurde. Er wechselte zum SCO Angers, wo er seine Karriere begann. In den Saisons 1979/80 und 1980/81 wurde er jeweils zweimal in der Profimannschaft in der ersten Liga eingesetzt. Gegen vereinsinterne Konkurrenten wie François Félix oder Karim Maroc gelang ihm der Durchbruch jedoch nicht. 1981 wechselte er zum FC Rouen. Nur ein Jahr später gelang der Aufstieg in die erste Liga, was allerdings vor allem auf die Tore von Jean-François Beltramini zurückzuführen war. Fortan spielte Monczuk eher durchwachsen und wurde erst in der Saison 1984/85 zum Stammspieler. Allerdings stieg der Klub in diesem Jahr ab. Daraufhin wechselte er 1985 zum Zweitligisten FC Istres. In 26 Partien erzielte er dort zehn Tore. Für die folgende Saison unterschrieb er beim Ligakonkurrenten Olympique Alès. Er schoss für das Team 14 Tore in 29 Spielen, außerdem erreichte die Mannschaft das Halbfinale des französischen Pokals. 1987 verließ er den Verein in Richtung KFC Quimper, der ebenfalls in der zweiten Liga antrat. In einer Mannschaft unter anderem mit Eugène Ekéké erzielte er 20 Tore in 30 Spielen. 
Seine Leistungen weckten das Interesse von Erstligavereinen und so unterschrieb Monczuk 1988 bei der AJ Auxerre. Unter Trainer Guy Roux war er Stammspieler und schoss in der Saison zehn Tore. Dennoch verließ er Auxerre 1989 wieder und wechselte zu Racing Straßburg in die zweite Liga. In der ersten Saison gelangen ihm 26 Tore für die Mannschaft, die mit Spielern wie Nestor Subiat besetzt war. Nach zwei weiteren guten Spielzeiten erreichte Monczuk mit Straßburg 1992 den Aufstieg in die erste Liga. Allerdings wechselte er stattdessen zu Olympique Nîmes, damals ebenfalls in der ersten Liga. Trotz einer starken Mannschaft stieg er mit dem Verein nur ein Jahr später ab. In der folgenden Saison kam Monczuk nach schwachen Leistungen nur noch sieben Mal zum Einsatz. 
In der Winterpause der Saison 1993/94 verließ er den Klub daher und wechselte nach Deutschland zum Oberligisten SV Linx. Für den Klub direkt an der französischen Grenze spielte er ein halbes Jahr und erhoffte sich auch eine Rückkehr ins nahegelegene Straßburg. Doch im Sommer 1994 ging er zum Stade Brest und spielte damit nur noch in der dritten Liga. Nach einer Saison dort und einer Saison beim Drittligarivalen Stade Saint-Brieuc kehrte er zu seinem Jugendverein, SCO Angers, zurück, welcher aber auch nur noch drittklassig war; während seiner Zeit in der dritthöchsten Spielklasse war er weiterhin ein erfolgreicher Torjäger und kam pro Spielzeit jeweils deutlich über zehn Treffer hinaus. Nach einer weiteren Station beim in der vierten Liga antretenden Verein USL Dunkerque ging er 1998 zum FC Mulhouse, wo er 1999 im Alter von 38 Jahren  seine Laufbahn beendete. Insgesamt kommt er dabei auf 117 Erstligaspiele (25 Tore) und 211 Zweitligaspiele (123 Tore). Nach seinem Karriereende arbeitete er für eine Agentur, die Bücher über den Fußball herausbringt.